# VK Karlovarsko w europejskich pucharach
VK Karlovarsko w europejskich pucharach występował w sezonach 2015/2016, 2016/2017 i 2017/2018. W sezonie 2016/2017 osiągnął ćwierćfinał w Pucharze CEV.

## Lista spotkań w europejskich pucharach

### Puchar CEV 2015/2016
| Runda       | Data       | Miejsce spotkania | Przeciwnik                | Wynik spotkania                  |
| ----------- | ---------- | ----------------- | ------------------------- | -------------------------------- |
| 1/16 finału | 04.11.2015 | Perugia           | Sir Safety Sicoma Perugia | 0:3 (21:25, 17:25, 21:25)        |
| 1/16 finału | 18.11.2015 | Karlowe Wary      | Sir Safety Sicoma Perugia | 1:3 (25:20, 22:25, 19:25, 19:25) |

### Puchar Challenge 2015/2016
| Runda       | Data       | Miejsce spotkania | Przeciwnik       | Wynik spotkania                         |
| ----------- | ---------- | ----------------- | ---------------- | --------------------------------------- |
| 1/16 finału | 02.12.2015 | Gałacz            | CS Arcada Galați | 1:3 (25:21, 19:25, 20:25, 26:28)        |
| 1/16 finału | 16.12.2015 | Karlowe Wary      | CS Arcada Galați | 3:2 (25:13, 21:25, 23:25, 25:14, 15:12) |

### Puchar CEV 2016/2017
| Runda       | Data       | Miejsce spotkania | Przeciwnik           | Wynik spotkania                         |
| ----------- | ---------- | ----------------- | -------------------- | --------------------------------------- |
| 1/32 finału | 07.12.2016 | Karlowe Wary      | Selver Tallinn       | 3:1 (25:17, 25:22, 21:25, 25:14)        |
| 1/32 finału | 21.12.2016 | Tallinn           | Selver Tallinn       | 3:1 (25:21, 25:22, 16:25, 25:16)        |
| 1/16 finału | 04.01.2017 | Karlowe Wary      | Kokkolan Tiikerit    | 2:3 (25:23, 28:26, 20:25, 16:25, 12:15) |
| 1/16 finału | 17.01.2017 | Kokkola           | Kokkolan Tiikerit    | 3:1 (27:29, 25:19, 25:18, 25:23)        |
| 1/8 finału  | 01.02.2017 | Surgut            | Gazprom-Jugra Surgut | 3:1 (20:25, 25:23, 26:24, 25:18)        |
| 1/8 finału  | 14.02.2017 | Karlowe Wary      | Gazprom-Jugra Surgut | 3:0 (25:20, 25:21, 25:21)               |
| Ćwierćfinał | 02.03.2017 | Karlowe Wary      | Tours VB             | 0:3 (17:25, 19:25, 18:25)               |
| Ćwierćfinał | 14.03.2017 | Tours             | Tours VB             | 2:3 (18:25, 22:25, 25:18, 25:22, 13:15) |

### Puchar Challenge 2017/2018
| Runda       | Data       | Miejsce spotkania | Przeciwnik           | Wynik spotkania                         |
| ----------- | ---------- | ----------------- | -------------------- | --------------------------------------- |
| 1/16 finału | 06.12.2017 | Zagrzeb           | HAOK Mladost Zagrzeb | 3:2 (24:26, 25:23, 26:24, 23:25, 15:12) |
| 1/16 finału | 20.12.2017 | Karlowe Wary      | HAOK Mladost Zagrzeb | 3:0 (25:17, 25:13, 25:22)               |
| 1/8 finału  | 17.01.2018 | Karlowe Wary      | Biogas Volley Näfels | 1:3 (24:26, 25:19, 23:25, 22:25)        |
| 1/8 finału  | 31.01.2018 | Näfels            | Biogas Volley Näfels | 2:3 (23:25, 29:27, 21:25, 25:19, 14:16) |

### Liga Mistrzów 2018/2019
| Runda        | Data       | Miejsce spotkania | Przeciwnik              | Wynik spotkania           |
| ------------ | ---------- | ----------------- | ----------------------- | ------------------------- |
| Faza grupowa | 21.11.2018 | Kędzierzyn-Koźle  | ZAKSA Kędzierzyn-Koźle  | 0:3 (16:25, 16:25, 17:25) |
| Faza grupowa | 19.12.2018 | Karlowe Wary      | Cucine Lube Civitanova  | 0:3 (16:25, 18:25, 14:25) |
| Faza grupowa | 16.01.2019 | Modena            | Azimut Leo Shoes Modena | 0:3 (24:26, 22:25, 17:25) |
| Faza grupowa | 31.01.2019 | Macerata          | Cucine Lube Civitanova  | 0:3 (16:25, 18:25, 14:25) |
| Faza grupowa | 13.02.2019 | Karlowe Wary      | ZAKSA Kędzierzyn-Koźle  | 0:3 (19:25, 23:25, 18:25) |
| Faza grupowa | 27.02.2019 | Karlowe Wary      | Azimut Leo Shoes Modena | 0:3 (18:25, 21:25, 19:25) |

### Puchar Challenge 2019/2020
| Runda        | Data       | Miejsce spotkania | Przeciwnik                | Wynik spotkania                                    |
| ------------ | ---------- | ----------------- | ------------------------- | -------------------------------------------------- |
| Kwalifikacje | 13.11.2019 | Karlowe Wary      | Wardar Skopje             | 3:0 (25:11, 25:20, 25:19)                          |
| Kwalifikacje | 27.11.2019 | Skopje            | Wardar Skopje             | 3:1 (21:25, 25:18, 25:17, 25:15)                   |
| 1/16 finału  | 10.12.2019 | Karlowe Wary      | Stroitiel Mińsk           | 3:1 (16:25, 25:19, 25:20, 25:20)                   |
| 1/16 finału  | 18.12.2019 | Mińsk             | Stroitiel Mińsk           | 3:0 (25:19, 25:13, 25:18)                          |
| 1/8 finału   | 29.01.2020 | Karlowe Wary      | ACS Volei Municipal Zalău | 3:0 (25:15, 25:20, 25:20)                          |
| 1/8 finału   | 12.02.2020 | Zalău             | ACS Volei Municipal Zalău | 3:1 (25:20, 25:20, 19:25, 25:23)                   |
| 1/4 finału   | 25.02.2020 | Ankara            | Spor Toto                 | 0:3 (22:25, 19:25, 19:25)                          |
| 1/4 finału   | 04.03.2020 | Karlowe Wary      | Spor Toto                 | 3:1 (25:21, 31:33, 25:21, 25:23, złoty set: 12:15) |

### Liga Mistrzów (2020/2021)
| Runda        | Data       | Miejsce spotkania | Przeciwnik            | Wynik spotkania                         |
| ------------ | ---------- | ----------------- | --------------------- | --------------------------------------- |
| Faza grupowa | 01.12.2020 | Trydent           | VfB Friedrichshafen   | 1:3 (14:25, 22:25, 25:23, 16:25)        |
| Faza grupowa | 02.12.2020 | Trydent           | Itas Trentino         | 1:3 (25:19, 18:25, 18:25, 20:25)        |
| Faza grupowa | 03.12.2020 | Trydent           | Lokomotiw Nowosybirsk | 1:3 (19:25, 27:25, 18:25, 22:25)        |
| Faza grupowa | 09.02.2021 | Friedrichshafen   | VfB Friedrichshafen   | 3:0 (25:0, 25:0, 25:0)                  |
| Faza grupowa | 10.02.2021 | Friedrichshafen   | Itas Trentino         | 1:3 (22:25, 25:23, 20:25, 22:25)        |
| Faza grupowa | 11.02.2021 | Friedrichshafen   | Lokomotiw Nowosybirsk | 2:3 (20:25, 31:29, 29:27, 23:25, 13:15) |

### Liga Mistrzów (2021/2022)
| Runda    | Data       | Miejsce spotkania | Przeciwnik           | Wynik spotkania                                          |
| -------- | ---------- | ----------------- | -------------------- | -------------------------------------------------------- |
| 1. runda | 06.10.2021 | Gałacz            | CSM Arcada Galați    | 2:3 (18:25, 29:27, 22:25, 25:19, 7:15)                   |
| 1. runda | 13.10.2021 | Karlowe Wary      | CSM Arcada Galați    | 3:2 (25:19, 22:25, 32:30, 22:25, 15:9, złoty set: 15:10) |
| 2. runda | 20.10.2021 | Zagrzeb           | HAOK Mladost Zagrzeb | 3:1 (21:25, 25:17, 26:24, 25:8)                          |
| 2. runda | 27.10.2021 | Karlowe Wary      | HAOK Mladost Zagrzeb | 3:2 (18:25, 18:25, 25:19, 27:25, 15:9)                   |
| 3. runda | 04.11.2021 | Lizbona           | SL Benfica           | 3:2 (25:16, 25:22, 22:25, 26:28, 15:12)                  |
| 3. runda | 10.11.2021 | Karlowe Wary      | SL Benfica           | 1:3 (25:20, 23:25, 21:25, 23:25)                         |

### Puchar CEV 2021/2022
| Runda       | Data       | Miejsce spotkania | Przeciwnik              | Wynik spotkania                  |
| ----------- | ---------- | ----------------- | ----------------------- | -------------------------------- |
| 1/16 finału | 01.12.2021 | Kraljevo          | Ribnica Kraljevo        | 3:1 (25:19, 20:25, 25:16, 25:18) |
| 1/16 finału | 08.12.2021 | Karlowe Wary      | Ribnica Kraljevo        | 3:1 (20:25, 28:26, 25:18, 25:17) |
| 1/8 finału  | 12.01.2022 | Karlowe Wary      | Galatasaray HDI Sigorta | 3:0 (25:23, 25:18, 25:16)        |
| 1/8 finału  | 20.01.2022 | Stambuł           | Galatasaray HDI Sigorta | 3:1 (17:25, 25:17, 25:18, 25:22) |
| Ćwierćfinał | 02.02.2022 | Tours             | Tours VB                | 0:3 (22:25, 25:27, 22:25)        |
| Ćwierćfinał | 10.02.2022 | Karlowe Wary      | Tours VB                | 1:3 (28:30, 23:25, 25:21, 26:28) |

## Bilans sezonów

### sezon po sezonie
| 2015/2016 | Puchar CEV       | 1/16 finału  | 2  | 0 | 2  | 7  | 1  | 6  |
| 2015/2016 | Puchar Challenge | 1/16 finału  | 2  | 1 | 1  | 9  | 4  | 5  |
| 2016/2017 | Puchar CEV       | ćwierćfinał  | 8  | 5 | 3  | 32 | 19 | 13 |
| 2017/2018 | Puchar Challenge | 1/8 finału   | 4  | 2 | 2  | 17 | 9  | 8  |
| 2018/2019 | Liga Mistrzów    | faza grupowa | 6  | 0 | 6  | 18 | 0  | 18 |
| Razem     | Razem            | Razem        | 22 | 8 | 14 | 83 | 33 | 50 |

### według rozgrywek
| Liga Mistrzów    | 1 | 6  | 0 | 6  | 18 | 0  | 18 |
| Puchar CEV       | 2 | 10 | 5 | 5  | 39 | 20 | 19 |
| Puchar Challenge | 2 | 6  | 3 | 3  | 26 | 13 | 13 |
| Razem            | 5 | 22 | 8 | 14 | 83 | 33 | 50 |